# 透明人間 (1933年の映画)

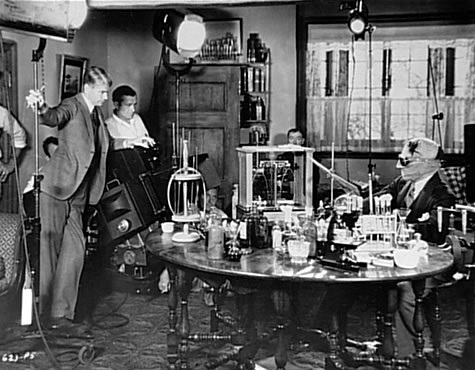
セットのジェームズ・ホエール監督(左端)

『透明人間』（とうめいにんげん、The Invisible Man）は、ジェイムズ・ホエールが監督し、ユニバーサル・ピクチャーズが1933年に制作したホラー映画である。原作はH・G・ウェルズの同名のSF小説。

## 概要
1930年代の映画の中で最も偉大なユニバーサル・ホラーの映画の1つに数えられており、透明人間のアイデアを使っておきながら、ウェルズの原作とはかけ離れたスピンオフが量産された。
アメリカの映画に初主演となるクロード・レインズは、肉体から離れた者として、透明人間（ジャック・グリフィン博士）を演じた。映画の最後の方でレインズの姿ははっきりと見えるが、それ以外は包帯を巻いたままの姿をしている。共演者の中にはグロリア・スチュアートもいた。

## あらすじ
物語は、顔を包帯で覆い、目を黒いサングラスで隠した奇妙な男が、サセックスのアイピング（Iping）という村の宿屋に泊まりに来るところから始まる。
クォーター硬貨を置いていくこともせずに、宿屋の女将（ウナ・オコーナー）に自分を一人にするよう頼む。時が経って、主人（フォレスター・ハーヴェイ）が部屋をめちゃくちゃにして宿賃を滞納している男に出て行くように通達すると、男は騒ぎを起こして、彼が透明人間であると言う秘密を明らかにする。彼は服を全部脱いで透明な姿を現すと、警官を絞め殺しにかかる。
透明人間の正体は、モノケインと呼ばれる不思議な新薬の実験を行っているうちに透明化の秘密に気づいた科学者ジャック・グリフィン博士であった。彼は師であるクランリー博士（ヘンリー・トラヴァース）のいるラボに戻る。そこには彼の秘密を漏らした元同僚のケンプ博士（ウィリアム・ハリガン）と、グリフィン博士のフィアンセであるフローラ・クランリー（グロリア・スチュアート）もいた。モノケインはグリフィンの肉体全体に行きわたり、グリフィンは人間の目には完全に見えない肉体となった上、狂気のとりこになってしまう。
宿屋から逃げてきたその夜、グリフィンはケンプのリビングに現れ、ケンプを監禁する。彼はケンプに、宿屋へ一緒に戻って自分の書いた透明化に関する書物を取りに行くよう脅す。そこへ警官がやってくるが、グリフィンに木製のスツールで殴り殺される。
ケンプはクランリーに助けを求め、ケンプの秘書は警官を呼ぶ。フローラもやってきて、警察が来るまでの間グリフィンと会話を交わす。会話の内容は、グリフィンとフローラが互いに夢中になるほど愛し合っているということがわかるものである。フローラの前で彼女をダーリン（Darling）と呼ぶほどグリフィンの気分は落ち着く。
グリフィンは力について大言壮語を吐くが、警察が来たのを見てケンプが自分を裏切ったことに気づき、まず最初にフローラを外へ避難させることにする。彼女は一緒にいたいとせがむが、グリフィンに「僕ができることは君を逃がすことだけだ。そうなったら警察は君に手出しができない。さあ行ってくれ。」と説得されてしまう。
ケンプを翌日の午後10時に殺害すると予告した後、グリフィンは再び逃走し、人を殺したり、強奪したり、悪意のある声でわらべ歌を歌ってみせながら通りを駆け抜ける。警察は透明人間を捕まえる方法を見つけた人に賞金を与えることにすることを発表した。
ケンプは自分を守るために、警察官の一人に変装することになったが、グリフィンはその様子をずっと見ていて、ケンプの手を縛って乗用車の前の席に乗せ、緊急ブレーキを解除して逃走する。車は丘を転げてがけから落ちて爆発する。それから電車を脱線させて、捜査に協力していた警官2人をがけへ投げ飛ばし、納屋へ隠れるが、農夫からの通報で警察が納屋へ火を放つ。グリフィンが納屋から出てきたとき、雪の上の足跡や炎に照らされて見える、ひどい重傷を負ったグリフィンを見つける。
彼は死の床でフローラに、ある種の科学の力が自分を孤独にしたと語る。死んだ途端、モノケインの効果が薄れていき、本来の姿が再び現れる。

## 登場人物
主な人物
- 透明人間ことジャック・グリフィン博士（クロード・レインズ） - 肉体を透明にできる薬を開発した科学者。
- フローラ・クランリー（グロリア・スチュアート） - グリフィンの婚約者。
- アーサー・ケンプ博士（ウィリアム・ハリガン） - グリフィンの同僚であった科学者。
- クランリー博士（ヘンリー・トラヴァース）

その他にも記者役にドワイト・フライ、自転車を盗まれる男役にウォルター・ブレナンといった俳優が端役で出演し、ジョン・キャラダインがピーター・リッチモンドの名前で出演していた。

## 製作
当初は、 ボリス・カーロフ がグリフィン博士を演じるはずだったが、プロデューサーのカール・レムリ・Jrが契約で定められた額の給与を何度もカットしようとしたため、カーロフは降板した。  
カーロフ降板後、グリフィン役にはチェスター・モリス, ポール・ルーカス、 コリン・クライヴが候補に挙がった 。
シリル・ガードナーの後継で監督になったジェームズ・ホエールが、クロード・レインズの知的な声がグリフィンを演じるのにふさわしいと考え、最終的にグリフィン役はレインズに決まった
レインズはこれが映画初主演となったが、レインズがその役にふさわしいというクライブの勧めもあって、レインズはその役に収まった。
脚本の執筆に問題があったため、何度も映画の製作に遅れが生じ、1932年6月に製作はいったん中断された
1933年6月から8月 にかけて、この映画はロサンゼルスのユニバーサル・スタジオの撮影スタジオ で製作された。その際、何者かによっていぶし器が誤って蹴り倒されて枯草に燃え移り、大道具が焼けるという事故があった。
1933年11月13日 、 "Catch me if you can!" と "H.G. Wells' Fantastic Sensation."というキャッチコピーでこの映画は公開された

### 特殊効果
この映画は革新的で巧みな視覚効果で知られている。透明人間が裸になっている時はワイヤー及びそれに類似したもので視覚効果を出せばよいが、透明人間がいくらか服を着ている時は、黒いベルベットのスーツの背景の後ろから全身黒いベルベットのスーツに身を固めたクロード・レインズに光を当て、つや消しの用法で撮影現場の光とこの光を合わせた。当のクロード・レインズは閉所恐怖症で、スーツをしている間は息苦しさを感じた。

## 後継作品
続編的作品が全５作あるが日本では2作目以外ソフト化しておらず他のユニバーサル・ホラーの続編に比べて有名ではない。
『透明人間の逆襲（英語版）』
『透明女（英語版）』
『透明スパイ』
『The Invisible Man's Revenge（英語版）』
『凸凹透明人間（英語版）』

## モノケインという名の薬
モノケインは架空の薬品である。この作品の続編である『The Invisible Man Returns』ではデュオケインに名前が変更されている。クランリー博士がひどい代物だと言ったその薬は強力な漂白作用があって、インド製であること以外は得体の知れないものである。ドイツの科学者がこの薬を犬で試したところ、犬は死んだように白くなり狂ってしまった。この薬はジャック・グリフィン博士によって（副作用を知らぬまま）透明薬の材料として使用された。何年かしてグリフィンの兄弟であるフランクが、この薬を実験に使う。
この映画へのオマージュとして、モノケインは今日までよくわからない毒薬としてテレビドラマなどに使用されてきた。以下の作品において、「モノケイン」という名の薬が使用された。
- テレビドラマ『Matlock』（シーズン1、第16話、1987年2月3日放送、ピーター・セント・ジョンソン殺害に使用）
- テレビドラマ『Matlock』より "The Nurse" （シーズン1、1987年1月16日放送）
- ペリー･メイソン制作のTV映画 "A Perry Mason Mystery: The Case of the Lethal Lifestyle" （1994年公開、殺人目的で使用）
- 『Dr.マーク・スローン』とMatlockの合同ドラマ "Murder Two" （1997年放送、殺人目的で使用）
- テレビドラマ『マクブライド』より "The  Doctor is Out… Really Out" （2005年放送、殺人目的で使用）